# جواو ليوناردو (لاعب كرة قدم)
جواو ليوناردو هو لاعب كرة قدم برازيلي في مركز الهجوم، ولد في 29 أبريل 1994 في البرازيل. لعب مع ديلا غوري.

## وصلات خارجية
- جواو ليوناردو (لاعب كرة قدم) على موقع قاعدة بيانات كرة القدم.إي يو (الإنجليزية)
- جواو ليوناردو (لاعب كرة قدم) على موقع Soccerway.com (الإنجليزية)